# Hochkommissar für Palästina und Transjordanien
Der Hochkommissar für Palästina und ab 1928 der Hochkommissar für Transjordanien war der britische Beamte höchsten Ranges im Mandatsgebiet Palästina, er gehörte regelmäßig zum Stab des Colonial Office. Die Briten überließen in Erfüllung ihres Versprechens (Hussein-McMahon-Korrespondenz, 1915–1916) für die Arabische Revolte gegen die osmanische Herrschaft 1923 das Mandatsgebiet östlich des Jordans als Transjordanien an einen seinerzeit aufständischen haschimitischen Prinzen. Das Hochkommissariat für Palästina wurde aber zunächst nicht geteilt. Doch 1928 schließlich wurde für Transjordanien ein eigener Titel geschaffen, Hochkommissar für Transjordanien, der aber stets in Personalunion mit dem bestehenden Amt des Hochkommissars für Palästina vergeben wurde.
Die verbliebenen Mächte der Triple Entente (Frankreich, Großbritannien, Italien) teilten 1920 auf der Konferenz von Sanremo Gebiete des besiegten Osmanischen Reichs unter sich auf, was der Völkerbund 1922 durch Schaffung der Mandatsgebiete und Erteilung der Mandate (Völkerbundmandat für Syrien und Libanon, Britisches Mandat Mesopotamien und Völkerbundsmandat für Palästina) legitimierte und völkerrechtlich regularisierte.

## Amtsbezeichnungen in den Landessprachen
Die Landessprachen des Mandatsgebiets waren Arabisch, Englisch und Hebräisch, die Amtsbezeichnungen lauteten auf arabisch المفوض السامي لفلسطين, DMG al-Mufawwaḍ as-Sāmī li-Filasṭīn, auf englisch High Commissioner for Palestine und auf hebräisch הַנְּצִיב הָעֶלְיוֹן לְפָלֶשְׂתִּינָה (אָ״י) Nətzīv ʿEljōn ləFalestīnah (AI). Die Bezeichnung Hochkommissar für Transjordanien lautet auf arabisch المفوض السامي لشرق الأردن, DMG al-Mufawwaḍ as-Sāmī li-Šarq al-Urdun ‚der Hohe Kommissar für den Osten des Jordans‘, auf englisch High Commissioner for Transjordan und auf hebräisch הַנְּצִיב הָעֶלְיוֹן לְעֵבֶר הַיַּרְדֵּן Nətzīv ʿEljōn ləʿEver haJarden, deutsch ‚Hoher Kommissar für Jenseits des Jordans‘.

## Amt

Government House (Jerusalem), 1936

Der erste Hochkommissar wurde schon berufen, bevor der Völkerbund überhaupt die britische Verwaltung legitimierte.
Dies geschah, als die Briten die Militärregierung des 1917/1918 eroberten Besatzungsgebiets Occupied Enemy Territory Administration South (OETA South) 1920 auflösten zu Gunsten einer britischen Zivilverwaltung. Der Hochkommissar nahm seinen Sitz im 1917 beschlagnahmten Auguste-Victoria-Hospiz, dessen Eigentümerin, der Ölbergstiftung, das Government of Palestine ab 1925 Miete zahlte. Nach schweren Schäden durchs Erdbeben von Jericho 1927 beschloss der Hochkommissar ein eigenes Domizil zu erbauen, das Government House, das 1931 bezogen werden konnte.
War der Hochkommissar verhindert, durch Reisen oder Krankheit, oder das Amt vakant, bevollmächtigte das Colonial Office üblicherweise den palästinensischen Regierungschef, den Chief Secretary of the Government of Palestine mit den Aufgaben des Hochkommissariats. Die Aufgaben waren dahin gehend getrennt, dass der Hochkommissar im cisjordanischen Mandatsgebiet das Government of Palestine führte, zu dem als Pendant in Transjordanien eine eigene Verwaltung bestand. Die britischen Residenten in Amman unterstanden dem Hochkommissar in seiner Eigenschaft als höchstem britischen Vertreter im Auftrag des Völkerbundsmandats, nicht aber als Chef des Government of Palestine. Das Hochkommissariat für Transjordanien erlosch mit dessen Unabhängigkeit am 22. März 1946, das Hochkommissariat für Palästina um Mitternacht am 14. Mai 1948.

## Liste der Hochkommissare
Liste der Hochkommissare für Palästina und Hochkommissare für Transjordanien
| Portrait           | Name | Beginn der Amtszeit | Ende der Amtszeit                                       |
| ------------------ | --- | ------------------- | ------------------------------------------------------- |
|                    | Herbert Louis Samuel als Hochkommissar für Palästina                                                                        | 1. Juli 1920        | 30. Juni 1925                                           |
|                    | Chief Secretary Gilbert Clayton kommissarisch als Hochkommissar für Palästina                                               | 2. Juli 1925        | 25. August 1925                                         |
|                    | Herbert Plumer als Hochkommissar für Palästina                                                                              | 25. August 1925     | 31. Juli 1928                                           |
|                    | Chief Secretary Harry Charles Luke kommissarisch als Hochkommissar für Palästina                                            | 31. Juli 1928       | 6. Dezember 1928                                        |
|                    | John Chancellor als Hochkommissar für Palästina wie als Hochkommissar für Transjordanien                                    | 6. Dezember 1928    | 3. September 1931                                       |
|                    | Chief Secretary Mark Aitchison Young kommissarisch als Hochkommissar für Palästina wie als Hochkommissar für Transjordanien | 3. September 1931   | 20. November 1931                                       |
|                    | Arthur Grenfell Wauchope als Hochkommissar für Palästina wie als Hochkommissar für Transjordanien                           | 20. November 1931   | 1. März 1938                                            |
| Battershill rechts | William Denis Battershill kommissarisch als Hochkommissar für Palästina wie als Hochkommissar für Transjordanien            | 21. Juni 1937       | 3. März 1938                                            |
|                    | Harold MacMichael als Hochkommissar für Palästina wie als Hochkommissar für Transjordanien                                  | 3. März 1938        | 30. August 1944                                         |
|                    | Chief Secretary John Shaw kommissarisch als Hochkommissar für Palästina wie als Hochkommissar für Transjordanien            | 30. August 1944     | 31. Oktober 1944                                        |
|                    | John Vereker, 6. Viscount Gort als Hochkommissar für Palästina wie als Hochkommissar für Transjordanien                     | 31. Oktober 1944    | 5. November 1945                                        |
|                    | Chief Secretary John Shaw kommissarisch als Hochkommissar für Palästina wie als Hochkommissar für Transjordanien            | 5. November 1945    | 21. November 1945                                       |
|                    | Alan Cunningham als Hochkommissar für Palästina wie bis 22. März 1946 als Hochkommissar für Transjordanien                  | 21. November 1945   | 22. März 1946 (Transjordanien) 14. Mai 1948 (Palästina) |